# Sommer-Paralympics 2024/Teilnehmer (São Tomé und Príncipe)
| stlisierte Goldmedaille | stlisierte Silbermedaille | stlisierte Bronzemedaille |
| ----------------------- | ------------------------- | ------------------------- |
| —                       | —                         | —                         |

São Tomé und Príncipe entsandte einen Athleten zu den Paralympischen Sommerspielen 2024 in Paris. Als Fahnenträger bei der Eröffnungsfeier wurde Alex Anjos ausgewählt.

## Teilnehmer nach Sportart

### Leichtathletik
| Athleten   | Klassifizierung | Wettbewerb(e) | Zeit/Weite | Rang |
| ---------- | --------------- | ------------- | ---------- | ---- |
| Männer     |                 |               |            |      |
| Alex Anjos | T47             | 400 m Vorlauf | 56,17 sek  | 15   |